# 第64回全日本大学バスケットボール選手権大会
「東日本大震災」被災地復興支援 第64回全日本大学バスケットボール選手権大会（ひがしにほんだいしんさいひさいちふっこうしえん だい64かい ぜんにほんだいがくバスケットボールせんしゅけんたいかい）は、2012年11月19日から25日まで7日間にわたって国立代々木競技場第二体育館などで行われた全日本大学バスケットボール選手権大会。

## 日程
- 11月19日 - 男子1回戦
- 11月20日 - 男女1回戦
- 11月21日 - 男子1回戦・男女2回戦
- 11月22日 - 男子2回戦・女子準々決勝
- 11月23日 - 男子準々決勝・女子5〜8位決定戦・女子準決勝
- 11月24日 - 男子5〜8位決定戦・男子準決勝・女子順位決定戦・女子決勝
- 11月25日 - 男子順位決定戦・男子決勝・閉会式

## 会場
- 代々木第二体育館
- 墨田区総合体育館
- 川崎市とどろきアリーナ
- 國學院大学渋谷キャンパス
- 明治学院大学白金キャンパス

## 出場校

### 男子
北海道・東北
- 北海道1位 札幌大学（27年連続40回目）
- 北海道2位 道都大学（10年ぶり15回目）
- 東北1位 岩手大学（5年ぶり10回目）
- 東北2位 仙台大学（3年連続12回目）

関東
- 関東1位 青山学院大学（30年連続36回目）
- 関東2位 東海大学（13年連続20回目）
- 関東3位 専修大学（28年連続47回目）
- 関東4位 筑波大学（64年連続64回目）
- 関東5位 大東文化大学（3年連続21回目）
- 関東6位 拓殖大学（4年連続40回目）
- 関東7位 明治大学（19年連続59回目）
- 関東8位 早稲田大学（13年連続57回目）
- 関東9位 日本体育大学（2年連続54回目）
- 関東10位 日本大学（61年連続61回目）
- 関東11位 白鷗大学（2年連続4回目）

北信越・東海
- 北信越1位 富山大学（3年連続4回目）
- 北信越2位 新潟経営大学（3年連続8回目）
- 東海1位 浜松大学（9年連続12回目）
- 東海2位 愛知学泉大学（25年連続25回目）
- 東海3位 中京大学（3年連続48回目）

近畿
- 関西1位 近畿大学（5年ぶり47回目）
- 関西2位 大阪学院大学（5年ぶり3回目）
- 関西3位 関西学院大学（4年連続34回目）
- 関西4位 同志社大学（2年連続54回目）
- 関西5位 天理大学（6年連続17回目）
- 関西6位 立命館大学（3年ぶり25回目）

中国・四国
- 中国1位 広島大学（4年ぶり19回目）
- 中国2位 徳山大学（4年連続9回目）
- 四国1位 愛媛大学（4年ぶり11回目）

九州
- 九州1位 東海大学九州（2年連続11回目）
- 九州2位 日本経済大学（3年連続3回目）
- 九州3位 鹿屋体育大学（7年連続20回目）

### 女子
北海道・東北
- 北海道1位 札幌大学（13年連続25回目）
- 北海道2位 北海道教育大学岩見沢校（2年連続4回目）
- 東北1位 山形大学（8年連続28回目）
- 東北2位 東北学院大学（2年連続28回目）

関東
- 関東1位 白鷗大学（17年連続17回目）
- 関東2位 早稲田大学（22年連続24回目）
- 関東3位 松蔭大学（11年連続11回目）
- 関東4位 拓殖大学（8年連続12回目）
- 関東5位 筑波大学（58年連続58回目）
- 関東6位 國學院大学（2年連続3回目）
- 関東7位 専修大学（29年連続29回目）
- 関東8位 順天堂大学（2年連続7回目）
- 関東9位 東京医療保健大学（初出場）
- 関東10位 日本体育大学（2年連続57回目）
- 関東11位 東京学芸大学（4年ぶり36回目）

北信越
- 北信越1位 新潟医療福祉大学（7年連続7回目）
- 北信越2位 新潟経営大学（2年ぶり4回目）

東海
- 東海1位 愛知学泉大学（32年連続55回目）
- 東海2位 桜花学園大学（16年連続18回目）
- 東海3位 中京大学（6年連続26回目）
- 東海4位 中部学院大学（2年連続3回目）

近畿
- 関西1位 大阪人間科学大学（36年連続36回目）
- 関西2位 大阪体育大学（43年連続43回目）
- 関西3位 武庫川女子大学（28年連続47回目）
- 関西4位 奈良産業大学（初出場）
- 関西5位 関西学院大学（2年ぶり3回目）
- 関西6位 立命館大学（2年ぶり17回目）

中国
- 中国1位 環太平洋大学（4年連続4回目）
- 中国2位 広島大学（18年連続34回目）

九州
- 九州1位 西南女学院大学（2年ぶり9回目）
- 九州2位 鹿屋体育大学（20年連続25回目）
- 九州3位 東海大学九州（初出場）

## 試合結果
- Y…代々木第二体育館
- S…墨田区総合体育館（A・B）
- T…川崎市とどろきアリーナ（A・B）
- K…國學院大学渋谷キャンパス
- M…明治学院大学白金キャンパス

### 男子
1回戦
| 日時      | Y                             |
| --------- | ----------------------------- |
| 19日11:00 | 仙台大 58 - 56 白鷗大         |
| 19日12:40 | 大阪学院大 89 - 53 愛媛大     |
| 19日14:20 | 明治大 82 - 55 札幌大         |
| 19日16:00 | 広島大 63 - 88 専修大         |
| 19日17:40 | 青山学院大 103 - 38 立命館大  |
| 20日11:00 | 東海大九州 64 - 69 天理大     |
| 20日12:40 | 富山大 88 - 68 道都大         |
| 20日14:20 | 日本経済大 58 - 63 大東文化大 |
| 20日16:00 | 新潟経営大 60 - 99 浜松大     |
| 20日17:40 | 近畿大 99 - 62 徳山大         |
| 21日10:00 | 岩手大 73 - 91 日本大         |
| 21日11:40 | 日本体育大 71 - 54 中京大     |
| 21日13:20 | 早稲田大 73 - 78 愛知学泉大   |
| 21日15:00 | 拓殖大 79 - 72 同志社大       |
| 21日16:40 | 関西学院大 49 - 55 筑波大     |
| 21日18:20 | 鹿屋体育大 50 - 79 東海大     |

2回戦
| 日時      | S                           |
| --------- | --------------------------- |
| 21日13:00 | 富山大 62 - 89 大東文化大   |
| 21日14:40 | 明治大 64 - 45 仙台大       |
| 21日16:20 | 大阪学院大 62 - 75 専修大   |
| 21日18:00 | 青山学院大 81 - 57 浜松大   |
| 22日13:00 | 拓殖大 75 - 76 日本大（OT） |
| 22日14:40 | 日本体育大 68 - 78 筑波大   |
| 22日16:20 | 近畿大 61 - 59 天理大       |
| 22日18:00 | 愛知学泉大 63 - 87 東海大   |

準々決勝
| 日時      | Y                             |
| --------- | ----------------------------- |
| 23日13:40 | 明治大 78 - 75 専修大         |
| 23日15:30 | 近畿大 60 - 59 筑波大         |
| 23日17:20 | 日本大 63 - 91 東海大         |
| 23日19:10 | 青山学院大 78 - 66 大東文化大 |

5～8位決定戦
| 日時      | M                         |
| --------- | ------------------------- |
| 24日13:20 | 筑波大 83 - 64 日本大     |
| 24日15:00 | 大東文化大 69 - 72 専修大 |

準決勝
| 日時      | Y                         |
| --------- | ------------------------- |
| 24日16:20 | 近畿大 46 - 73 東海大     |
| 24日18:10 | 青山学院大 88 - 39 明治大 |

7位決定戦
| 日時      | K                         |
| --------- | ------------------------- |
| 25日10:00 | 大東文化大 83 - 64 日本大 |

5位決定戦
| 日時      | K                           |
| --------- | --------------------------- |
| 25日12:00 | 専修大 89 - 91 筑波大（OT） |

3位決定戦
| 日時      | Y                     |
| --------- | --------------------- |
| 25日13:10 | 明治大 64 - 48 近畿大 |

決勝
| 日時      | Y                         |
| --------- | ------------------------- |
| 25日15:00 | 青山学院大 57 - 71 東海大 |

### 女子
1回戦
| 日時      | SA                            | SB                                | TA                                    | TB                                |
| --------- | ----------------------------- | --------------------------------- | ------------------------------------- | --------------------------------- |
| 20日13:00 | 順天堂大 87 - 75 奈良産業大   | 武庫川女子大 86 - 59 新潟経営大   | 中京大 53 - 72 國學院大               | 西南女学院大 87 - 90 専修大       |
| 20日14:40 | 桜花学園大 50 - 86 日本体育大 | 東京学芸大 87 - 80 環太平洋大     | 筑波大 72 - 54 立命館大               | 東京医療保健大 57 - 87 大阪体育大 |
| 20日16:20 | 早稲田大 101 - 55 関西学院大  | 拓殖大 89 - 66 東海大九州         | 北海道教育大岩見沢 46 - 87 東北学院大 | 札幌大 53 - 87 愛知学泉大         |
| 20日18:00 | 新潟医療福祉大 67 - 87 松蔭大 | 鹿屋体育大 58 - 71 大阪人間科学大 | 白鷗大 96 - 73 中部学院大             | 山形大 83 - 43 広島大             |

2回戦
| 日時      | TA                        | TB                                  |
| --------- | ------------------------- | ----------------------------------- |
| 21日13:00 | 筑波大 55 - 51 東北学院大 | 拓殖大 92 - 84 東京学芸大           |
| 21日14:40 | 山形大 59 - 61 大阪体育大 | 日本体育大 63 - 81 松蔭大           |
| 21日16:20 | 専修大 62 - 86 愛知学泉大 | 武庫川女子大 67 - 68 大阪人間科学大 |
| 21日18:00 | 白鷗大 86 - 73 國學院大   | 早稲田大 97 - 78 順天堂大           |

準々決勝
| 日時      | Y                             |
| --------- | ----------------------------- |
| 22日13:00 | 大阪体育大 57 - 54 愛知学泉大 |
| 22日14:40 | 早稲田大 76 - 72 松蔭大       |
| 22日16:20 | 拓殖大 71 - 66 大阪人間科学大 |
| 22日18:00 | 白鷗大 75 - 87 筑波大         |

5～8位決定戦
| 日時      | K                             |
| --------- | ----------------------------- |
| 23日10:00 | 松蔭大 60 - 57 大阪人間科学大 |
| 23日12:00 | 白鷗大 69 - 49 愛知学泉大     |

準決勝
| 日時      | Y                         |
| --------- | ------------------------- |
| 23日10:00 | 早稲田大 77 - 68 拓殖大   |
| 23日11:50 | 筑波大 54 - 65 大阪体育大 |

7位決定戦
| 日時      | M                                 |
| --------- | --------------------------------- |
| 24日10:00 | 愛知学泉大 65 - 59 大阪人間科学大 |

5位決定戦
| 日時      | M                      |
| --------- | ---------------------- |
| 24日11:40 | 白鷗大 74 - 105 松蔭大 |

3位決定戦
| 日時      | Y                     |
| --------- | --------------------- |
| 24日11:30 | 筑波大 74 - 82 拓殖大 |

決勝
| 日時      | Y                           |
| --------- | --------------------------- |
| 24日13:20 | 大阪体育大 68 - 65 早稲田大 |

## 順位
| 順位   | 男子         | 男子         | 女子             | 女子         |
| 順位   | 大学名       | 備考         | 大学名           | 備考         |
| ------ | ------------ | ------------ | ---------------- | ------------ |
| 優勝   | 東海大学     | 6年ぶり3回目 | 大阪体育大学     | 5年ぶり2回目 |
| 準優勝 | 青山学院大学 |              | 早稲田大学       |              |
| 3位    | 明治大学     |              | 拓殖大学         |              |
| 4位    | 近畿大学     |              | 筑波大学         |              |
| 5位    | 筑波大学     |              | 松蔭大学         |              |
| 6位    | 専修大学     |              | 白鷗大学         |              |
| 7位    | 大東文化大学 |              | 愛知学泉大学     |              |
| 8位    | 日本大学     |              | 大阪人間科学大学 |              |

## 表彰
| タイトル       | 男子                                | 男子                          | 男子                        | 女子                | 女子                         | 女子                        |
| タイトル       | 選手名                              | 所属                          | 備考                        | 選手名              | 所属                         | 備考                        |
| -------------- | ----------------------------------- | ----------------------------- | --------------------------- | ------------------- | ---------------------------- | --------------------------- |
| 得点王         | シェリフ・ソウ                      | 近畿大№22、1年                | 117点                       | 丹羽裕美            | 早稲田大№8、4年              | 108点                       |
| 3P王           | 目健人                              | 明治大№2、3年                 | 24本                        | 伊集南              | 筑波大№6、4年                | 11本                        |
| リバウンド王   | シェリフ・ソウ                      | 近畿大№22、1年                | OFF34REB DEF59REB 合計93REB | 橋詰まり            | 拓殖大№10、3年               | OFF26REB DEF24REB 合計50REB |
| アシスト王     | ベンドラメ礼生                      | 東海大№0、1年                 | 29本                        | 瀬崎理奈 藤岡麻菜美 | 拓殖大№7、3年 筑波大№16、1年 | 22本                        |
| ディフェンス王 | ザック・バランスキー シェリフ・ソウ | 東海大№10、2年 近畿大№22、1年 |                             | 白慶花              | 筑波大№13、2年               |                             |
| 優秀選手       | 狩野祐介                            | 東海大№33、4年                |                             | 落合千里            | 大阪体育大№8、2年            |                             |
| 優秀選手       | 晴山ケビン                          | 東海大№7、2年                 |                             | 唐津亜耶            | 大阪体育大№11、3年           |                             |
| 優秀選手       | 張本天傑                            | 青山学院大№8、3年             |                             | 丹羽裕美            | 早稲田大№8、4年              |                             |
| 優秀選手       | 目健人                              | 明治大№2、3年                 |                             | 瀬崎理奈            | 拓殖大№7、3年                |                             |
| 優秀選手       | シェリフ・ソウ                      | 近畿大№22、1年                |                             | 伊集南              | 筑波大№6、4年                |                             |
| MIP            | 田中大貴                            | 東海大№24、3年                |                             | 富永藍              | 拓殖大№4、4年                |                             |
| 敢闘賞         | 比江島慎                            | 青山学院大№56、4年            |                             | 本多真実            | 早稲田大№9、3年              |                             |
| MVP            | 田中大貴                            | 東海大№24、3年                |                             | 奥原佐智            | 大阪体育大№10、3年           |                             |